# Élections législatives israéliennes de 1965
Les élections législatives israéliennes ont eu lieu le 2 novembre 1965, en Israël. Le seuil électoral est de 1 %.

## Résultats
| Parti                     | Parti                      | Voix      | %    | Sièges | +/-           |  |
| ------------------------- | -------------------------- | --------- | ---- | ------ | ------------- |  |
|                           | Alignement                 | 443 379   | 36,7 | 45     | 5             |  |
|                           | Gahal                      | 256 957   | 21,3 | 26     | 8             |  |
|                           | Parti national religieux   | 107 966   | 8,9  | 11     | 1             |  |
|                           | Rafi                       | 95 328    | 7,9  | 10     | Nv.           |  |
|                           | Mapam                      | 79 985    | 6,6  | 8      | 1             |  |
|                           | Libéraux indépendants      | 45 299    | 3,8  | 5      | Nv.           |  |
|                           | Agoudat Israel             | 39 795    | 3,3  | 4      | en stagnation |  |
|                           | Rakah                      | 27 413    | 2,3  | 3      | Nv.           |  |
|                           | Progrès et Développement   | 23 430    | 1,9  | 2      | en stagnation |  |
|                           | Poale Agoudat Israel       | 22 066    | 1,8  | 2      | en stagnation |  |
|                           | Coopération et Fraternité  | 16 464    | 1,3  | 2      | en stagnation |  |
|                           | HaOlam HaZeh – Koah Hadash | 14 124    | 1,2  | 1      | Nv.           |  |
|                           | Maki                       | 13 617    | 1,1  | 1      | 4             |  |
|                           | Autres partis              | 20 905    | 1,8  | 0      | -             |  |
|                           |                            |           |      |        |               |  |
| Suffrages exprimés        | Suffrages exprimés         | 1 206 728 | 96,9 |        |               |  |
| Votes blancs et invalides | Votes blancs et invalides  | 37 978    | 3,1  |        |               |  |
| Total                     | Total                      | 1 244 706 | 100  | 120    | en stagnation |  |
| Abstentions               | Abstentions                | 255 282   | 17,0 |        |               |  |
| Inscrits / Participation  | Inscrits / Participation   | 1 499 988 | 83,0 |        |               |  |